# 시모에도사우루스

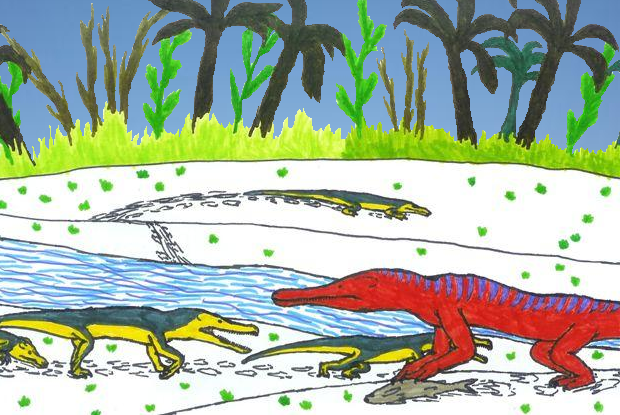

시모에도사우루스(학명:Simoedosaurus lemoinei)는 도마뱀아목에 이케초사우루스과에 속하는 도마뱀이다. 지금은 멸종된 종으로 몸길이가 3~5m인 거대한 도마뱀에 속한다.

## 특징
시모에도사우루스(Simoedosaurus)는 북아메리카, 유럽, 서아시아의 팔레오세와 에오세로부터 알려진 멸종된 파충류로 중생대의 쥐라기부터 초기 신생대까지 북반구에 살았던 수생 파충류 집단인 초리스토데라의 일원이다. 다른 이케초사우루스과의 도마뱀들과는 달리 시모에도사우루스는 완벽한 수생 포식자로 완전히 수생하는 생활양식에 특화된 동물이었다. 비록 샹사우루스가 알을 낳기 위해 해변에 왔을지는 몰라도 난생동물들은 다른 맥락에서 알려져 있다. 특히 그것은 가장 가까운 친척을 포함한 다른 롱로스트린 초리스토드레스보다 더 넓고 강한 턱을 가지고 있어 더 큰 먹이를 잡을 수 있었음을 시사한다. 시모에도사우루스는 보렐로수쿠스와 같은 브레비로스트린 형태를 포함하여 수생 악어가 있는 곳에서 발생한다; 만약 있다면, 두 그룹 사이의 경쟁의 정도는 여전히 해결되지 않고 있다. 다른 신초리스토드와 마찬가지로 비강 콘채를 가지고 있어 차가운 물에서 사는 능력을 설명하면서 자신의 체온을 조절할 수 있음을 암시한다. 양턱에는 총 15~20개의 삼각형 모양을 가진 이빨을 가지고 있으며 이는 먹이를 사냥하는 용도로 사용했을 것으로 보인다. 분류학적으로 보면 프랑스의 고생물학자인 폴 저베이는 1877년에 시모에도사우루스를 묘사했다. 시모에도사우루스는 북아메리카 샹사우루스와 비슷하고 동시대적이긴 하지만 대신 아시아에 초기 백악기의 츠오이리아와 이케초사우루스와 가장 밀접한 관련이 있는 것으로 보인다. 따라서 그것은 백악기 3차 대멸종 사건 이후 아시아에서 북아메리카로 이주한 종을 대표할 수도 있지만 아시아 후기에 초리스토데리스가 없는 것은 단지 고대 지질학적 추측에 지나지 않는다. 먹이로는 당대에 서식했던 물고기, 갑각류, 무척추동물을 주로 섭이했을 육식성의 포식자로 추정되는 종이다.

## 생존시기와 서식지와 화석의 발견
시모에도사우루스가 생존하던 시기는 중생대의 쥐라기 후기부터 지구에 출현하였으며 이후에 백악기를 거치고  백악기-팔레오기 대량절멸에서도 살아남아 신생대의 팔레오세와 에오세까지 매우 오랜 장기간을 지구에 생존했던 동물로서 지금으로부터 약 1억 6500만년전~3390만년까지 생존했던 종이다. 생존했었던 시기에는 북아메리카, 유럽, 서아시아를 중심으로 하는 대서양, 북극해, 지중해에서 광범위하게 서식했던 종이다. 화석의 발견은 1877년에 유럽의 쥐라기에 형성된 지층에서 프랑스의 고생물학자인 폴 저베이가 최초로 화석을 발견하여 새롭게 명명된 종이며 이후에 북아메리카와 서아시아에서도 화석이 발견된 종이다.

## 같이 보기
- 파충류
- 중생대
- 쥐라기
- 백악기
- 신생대
- 팔레오세
- 에오세
- 파충류
- 화석